# Магновський Ігор Йосифович
Ігор Йосифович  Магновський (1967 р.н., м. Галич, Івано-Франківська область, Україна) — український науковець, доктор юридичних наук, професор, професор кафедри теорії та історії держави і права
факультету підготовки фахівців для органів досудового розслідування Одеського державного університету внутрішніх справ.

## Життєпис
Народився у 1967 році в м. Галич Івано-Франківської області.

### Здобуття вищої освіти
У 1992 р. закінчив Івано-Франківський державний педагогічний інститут за спеціальністю «Історія і педагогіка».
У 1994 р. — Київський інститут внутрішніх справ Української академії внутрішніх справ за спеціальністю «Психологія».
У 1996 р. — Львівський інститут внутрішніх справ при Українській академії внутрішніх справ за спеціальністю «Правоохоронна діяльність».
У 1999 р. — Прикарпатський університет імені Василя Стефаника за спеціальністю «Правознавство».
У 2000 р. — Прикарпатський університет імені Василя Стефаника за спеціальністю «Облік і аудит».

### Служба в органах внутрішніх справ
Службу в органах внутрішніх справ розпочав у 2000 році. Проходив службу на посадах: дільничного інспектора міліції Вовчинецького МВ (м. Івано-Франківськ) УМВС України в Івано-Франківській області; інспектора інспекції у справах неповнолітніх Галицького РВ (м. Галич) УМВС України в Івано-Франківській області; викладача; доцента кафедри цивільного права та процесу Прикарпатської філії Національної академії внутрішніх справ України; професора кафедри теорії та історії держави і права; начальника кафедри оперативно-розшукової діяльності, спецтехніки та інформатики Прикарпатського юридичного інституту МВС України; начальника кафедри професійних та спеціальних дисциплін Херсонського факультету Одеського державного університету внутрішніх справ. У червні 2019 року призначений на посаду професора кафедри теорії та історії держави і права факультету підготовки фахівців для органів досудового розслідування Одеського державного університету внутрішніх справ.

## Наукова діяльність
2000—2003 рр. (денна форма) — навчання в ад'юнктурі Національної академії внутрішніх справ України, де в 2003 році захистив дисертацію на здобуття наукового ступеня кандидата юридичних наук за спеціальністю 12.00.01 — теорія та історія держави і права; історія політичних і правових учень, на тему «Гарантії прав і свобод людини та громадянина в праві України: теоретико-правовий аспект».
У 2006 році отримав вчене звання доцента.
2008—2011 рр. (денна форма) — докторант кафедри конституційного та міжнародного права Національної академії внутрішніх справ.
У 2015 році у Харківському національному університеті внутрішніх справ захистив дисертацію на здобуття наукового ступеня доктора юридичних наук за спеціальністю 12.00.02 — конституційне право; муніципальне право, на тему «Конституційно-правове регулювання територіального устрою України: історія, сучасність, перспективи».
У 2022 році отримав вчене звання професора.
Бере активну участь у рецензуванні та опонуванні дисертаційних досліджень.
Є автором понад 200 публікацій наукових та навчально-методичних видань.

## Нагороди та відзнаки
Відомчі заохочувальні відзнаки МВС України:
       – медаль  «За сумлінну службу» ІІІ ступеня у 2004 році;
       – нагрудний знак  «За відзнаку в службу» ІІ ступеня у 2006 році;
       – нагрудний знак «За відзнаку в службу» І ступеня у 2006 році;
       – медаль «За сумлінну службу» ІІ ступеня у 2007 році; 
       – медаль «20 років сумлінної служби» у 2013 році;
       – медаль «Ветеран служби» у 2023 році.